# Руссильон (графство, Канада)

Карта местоположения графства Руссильон

Руссильон (фр. Roussillon) — графство Квебека (Канада) в области Монтережи. Главный город — Делсон.
Название графства связано с Королевским Руссильонским полком, казармы которого зимой 1758—1759 находились в районе Монреаля.

## Муниципалитеты графства Руссильон

### Города
- Делсон
- Кандиак
- Ла-Прери
- Лери
- Мерсье
- Сен-Констан
- Сент-Катрин
- Шатоге

### Муниципалитеты
- Сен-Матьё
- Сен-Филип

### Приходские муниципалитеты
- Сент-Изидор

## Коренные муниципалитеты

### Индейская резервация
- Кахнаваке (могавки)

## Демография
- Площадь: 413,02 км²
- Население: 153 783 человека (2005)
- Плотность населения: 372,3 чел./км²

## Соседние графства и равноценные территории
- Монреаль
- Лонгёйская агломерация
- Верхний Ришельё
- Ле-Жарден-де-Нейпирвилл
- Боарнуа-Салаберри